# 原罪と楽園追放
『原罪と楽園追放』（げんざいとらくえんついほう, 伊: Peccato originale e cacciata dal Paradiso terrestre, 英: The Original Sin and Expulsion from Paradise）は、盛期ルネサンスのイタリアの巨匠ミケランジェロ・ブオナローティが1510年頃に制作した絵画である。フレスコ画。ローマ教皇ユリウス2世の委託によって、ローマのバチカン宮殿内に建築されたシスティーナ礼拝堂の天井画の一部として描かれた。天井画の中心部分は9つに区分され、主題は『旧約聖書』「創世記」から大きく3つのテーマ、9つの場面がとられている。3つのテーマは順に天地創造、アダムとイヴ、ノアの物語であり、『原罪と楽園からの追放』は第6のベイにアダムとイヴに関する絵画の3番目として『アダムの創造』と『イブの創造』とともに描かれた。

## 主題

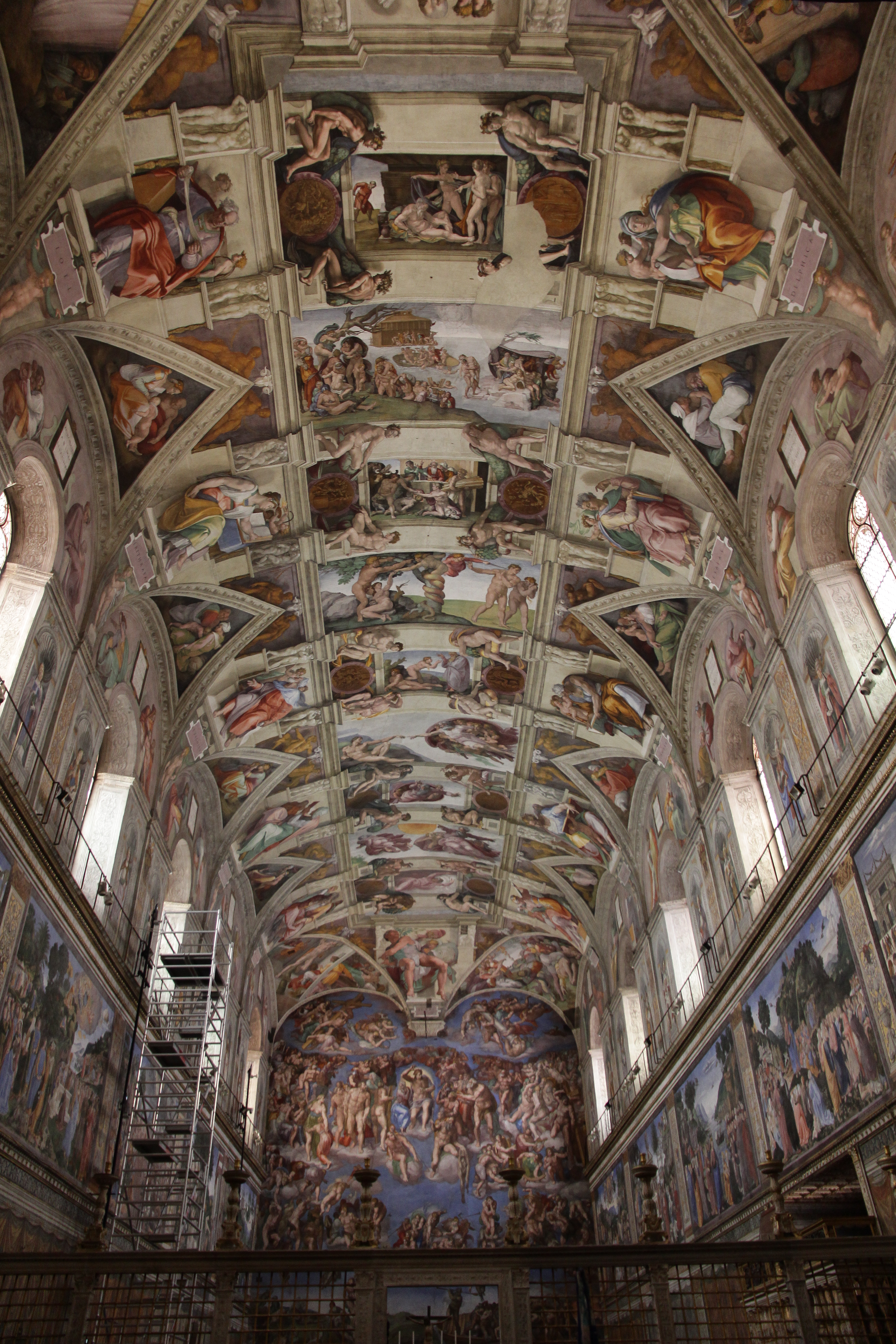
システィーナ礼拝堂天井画。

「創世記」によるとエデンの園で神によって創造されたアダムは「園の木々の果実はどれを食べても良いが、知恵の木の果実だけは食べてはならない」といわれた。その後、神はアダムの肋骨からイヴを創ってアダムの妻としたが、イブは蛇にそそのかされて知恵の木の果実を取り、夫であるアダムにも与えて2人で食べた。しかしそのことを知った神は2人をエデンの園の東方に追放した。

## 作品
ミケランジェロはほぼ中央に善悪の知恵の木を描くことで画面を2つに分割し、画面の左側に原罪の場面を、右側に楽園追放を描いている。原罪は澄んだ明るい空を背景に、知恵の木の枝と地面の岩によって作り出された対角線の空間内に描かれている。裸のアダムとイヴは非常に筋骨たくましく描かれている。特にイヴはミケランジェロの女性に典型的な、男性的な筋肉質の身体つきをしている。蛇は女性の上半身を持ち（人間の頭を持つ姿で表現された伝統を発展させている）、長い蛇の下半身を知恵の木に巻きつけて、イヴに禁断の果実を取り、それをアダムに渡すように説得している。岩の上に横向きで寝そべったイヴは、蛇の言葉に応えるかのように上半身を後方にねじって手を伸ばしているが、アダムは別の果実を取るために立って樹上に手を伸ばしている。
壁画は木の葉が見られる画面左側の上部から始めて13日間にわたって描かれ、大きくて滑らかな筆遣いで制作された。
注目すべきは第5のベイの『イヴの創造』でアダムの傍らに枯れ木が描かれ、同様に『原罪と楽園追放』でも寝そべるイヴの傍らで枯れ木が描かれていることである。これは2人が永遠に生きることができる生命の木を無視していることを暗示している。
右側の楽園追放では背景に非常に平坦で荒れ果てた大地が広がっており、緑豊かなエデンの園とは対照的に不毛で乾燥している。ここでは天使が剣でアダムとイヴを脅かし、地上の楽園から彼らを追い払っている。彼らの身体は以前と比べて痩せているうえに老化しているように見え、恐怖と不安から顔を歪めて彫りの深い表情を作っており、先行するマザッチョの『楽園追放』（Cacciata dei progenitori dall'Eden）から影響を受けつつ、その表現を発展させている。とりわけ構図の観点から注目に値するのは、知恵の木の上にいる魅力的な蛇と、宙を飛ぶ天使の補完的で対称的な身振りである。

## 来歴
壁画の来歴は修復の歴史でもある。天井画は早い時期から痛み始め、1543年には建築と壁画の保存を担当する係官が任命されている。その後も壁面は汚れる一方であり、17世紀末には「ミケランジェロは色彩を全く無視している」と報告されるほどであった。このため1710年から1712年の画家マッツォーリの修復で、ひび割れに対する対策とともに『原罪』などに加筆が施された。また色彩を鮮やかに見せるために膠（にかわ）が上塗りされた。1980年から1989年に行われた修復では、過去の修復による加筆や変色した膠、薬剤が洗浄によって除去され、制作当時の色彩が取り戻された。

## 影響
マルカントニオ・ライモンディはシスティーナ礼拝堂天井画の完成からほどなくして、楽園追放の場面のエングレービングを制作している。おそらくまた原罪の図像も早い段階で印刷され、北イタリアにも伝わったと考えられる。これはヴェネツィア派の巨匠ティツィアーノ・ヴェチェッリオの1511年のフレスコ画『嫉妬深い夫の奇跡』（Miracolo del marito geloso）から明らかである。そこでは『原罪』のイヴの図像が反転して用いられており、ミケランジェロの影響がはっきりと見られる。またジュリオ・ロマーノの1516年の『ヴィーナスとアドニス』（Venere e Adone）やペレグリーノ・デ・モデナに影響を与えた。特にジュリオ・ロマーノの『ヴィーナスとアドニス』はライモンディのエッチングで印刷されている。
またパルマ派の画家コレッジョの『眠れるヴィーナスとキューピッド、サテュロス』のヴィーナスについて、何人かの研究者はミケランジェロの原罪のイヴの影響を指摘している。加えてサテュロスが布をつかむポーズは、ミケランジェロのイヴのそばで知恵の木に手を伸ばすアダムのポーズの直接的な影響として指摘されている。バロック期のフランドルの巨匠ピーテル・パウル・ルーベンスはイタリア時代にローマでシスティーナ礼拝堂を訪れており、またマントヴァではコレッジョの『眠れるヴィーナスとキューピッド、サテュロス』を見たと考えられている。ルーベンスは両者の影響を受けて『デカメロン』から主題を取った1617年頃の『シモンとイフィゲニア』（Cimon and Efigenia）の女性像を作り上げたと指摘されている。

## ギャラリー

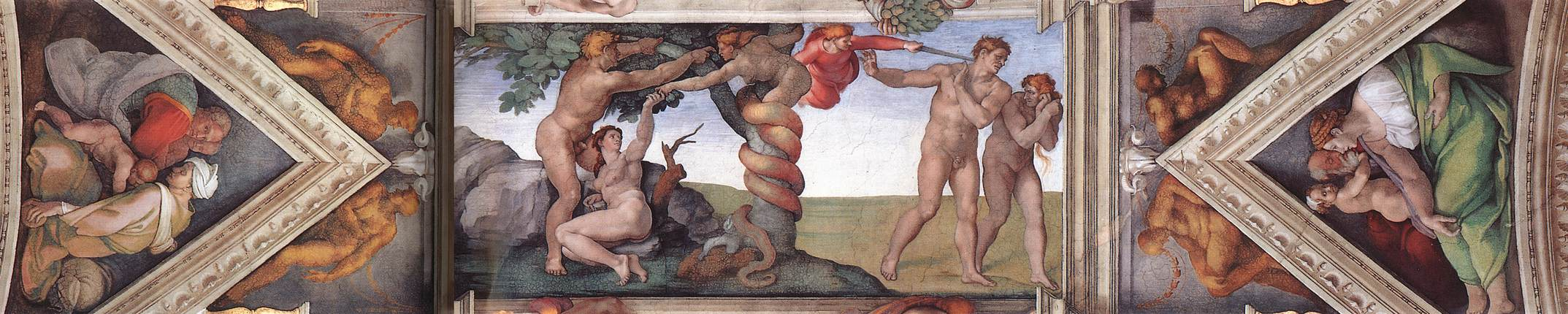
『原罪と楽園からの追放』が描かれた第6のベイ。

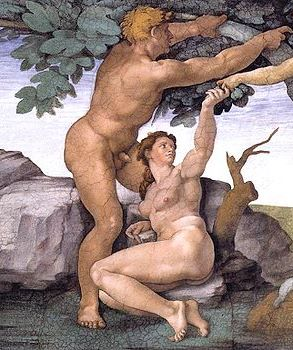
ディテール
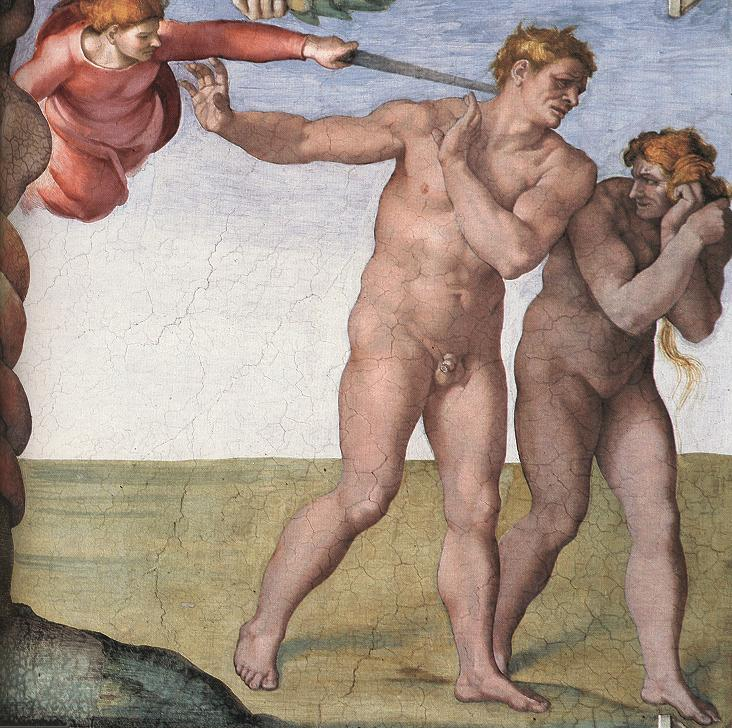
ディテール
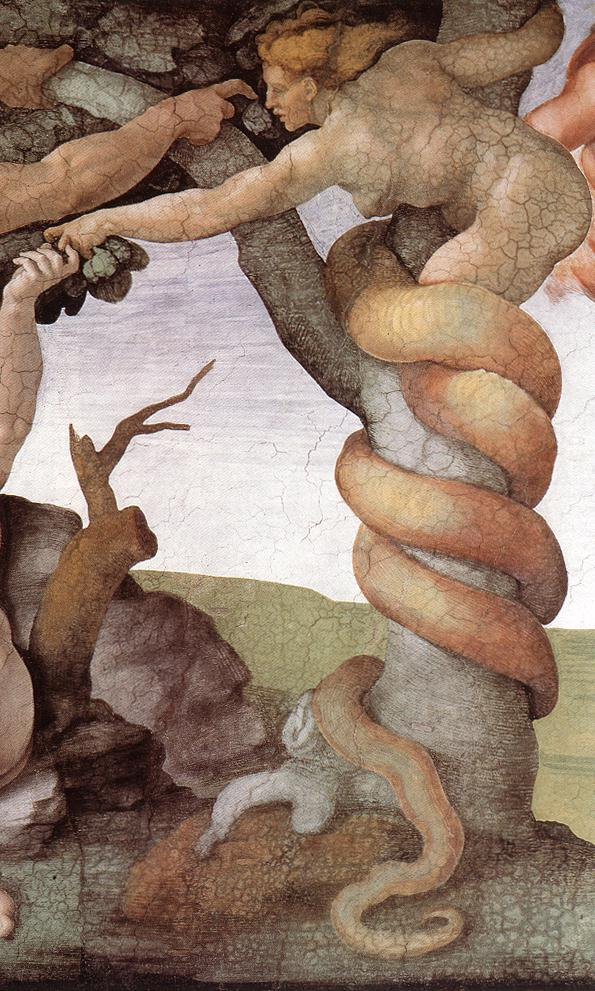
ディテール
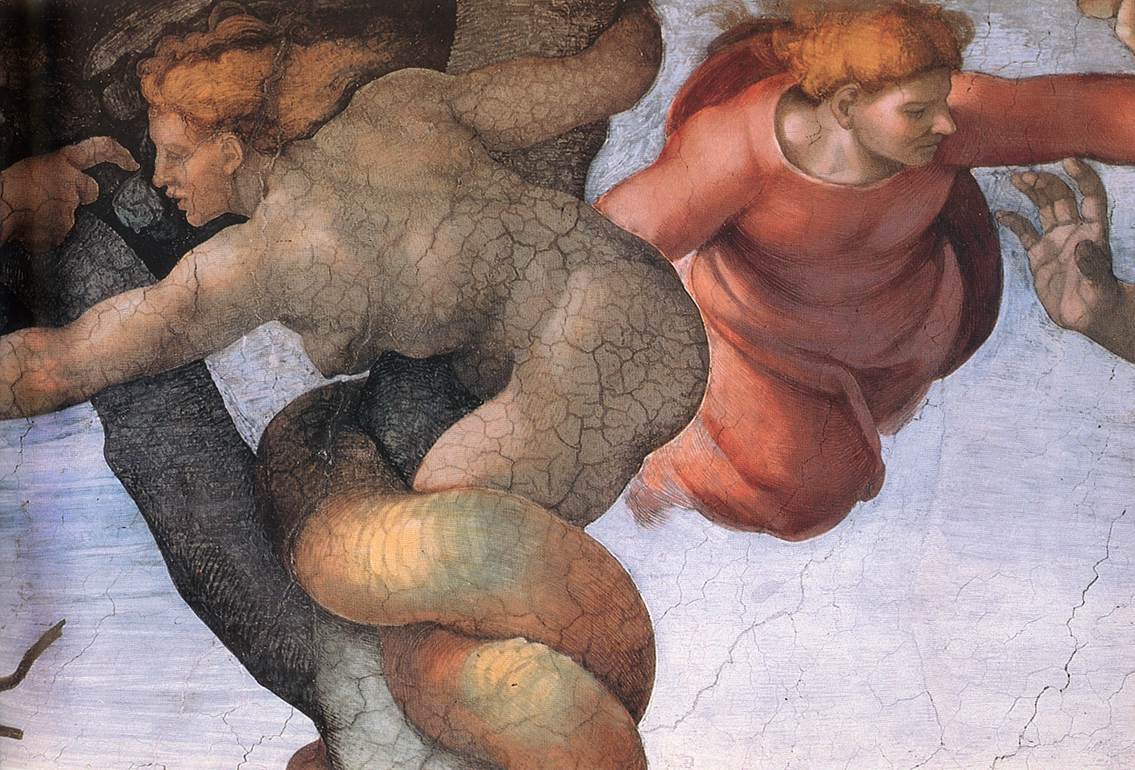
ディテール
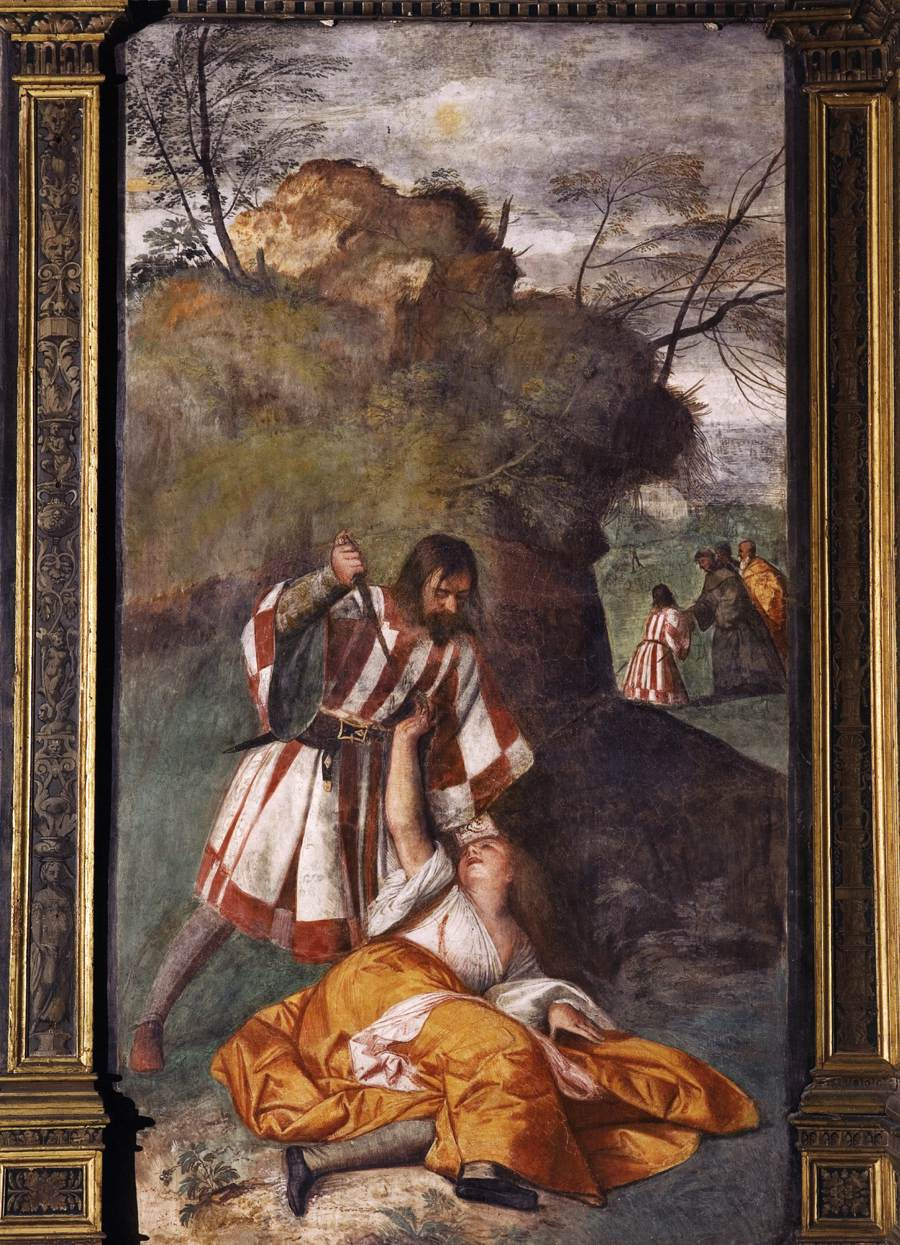
ティツィアーノ・ヴェチェッリオ『嫉妬深い夫の奇跡』1511年
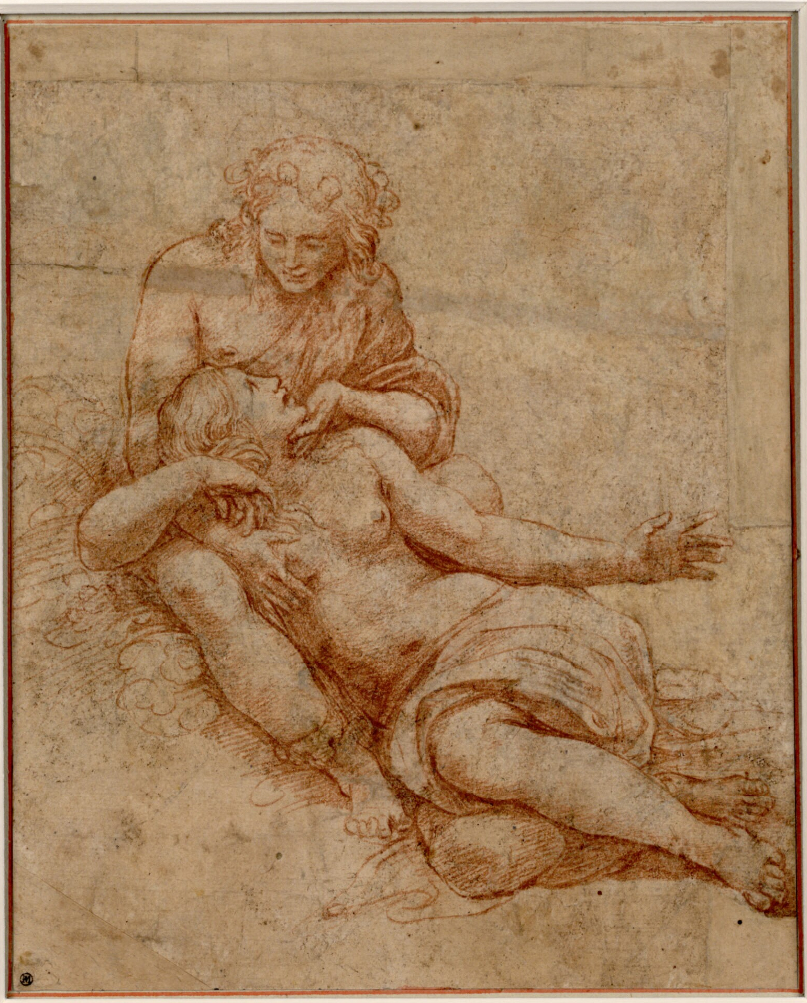
ジュリオ・ロマーノ『ヴィーナスとアドニス』1516年。
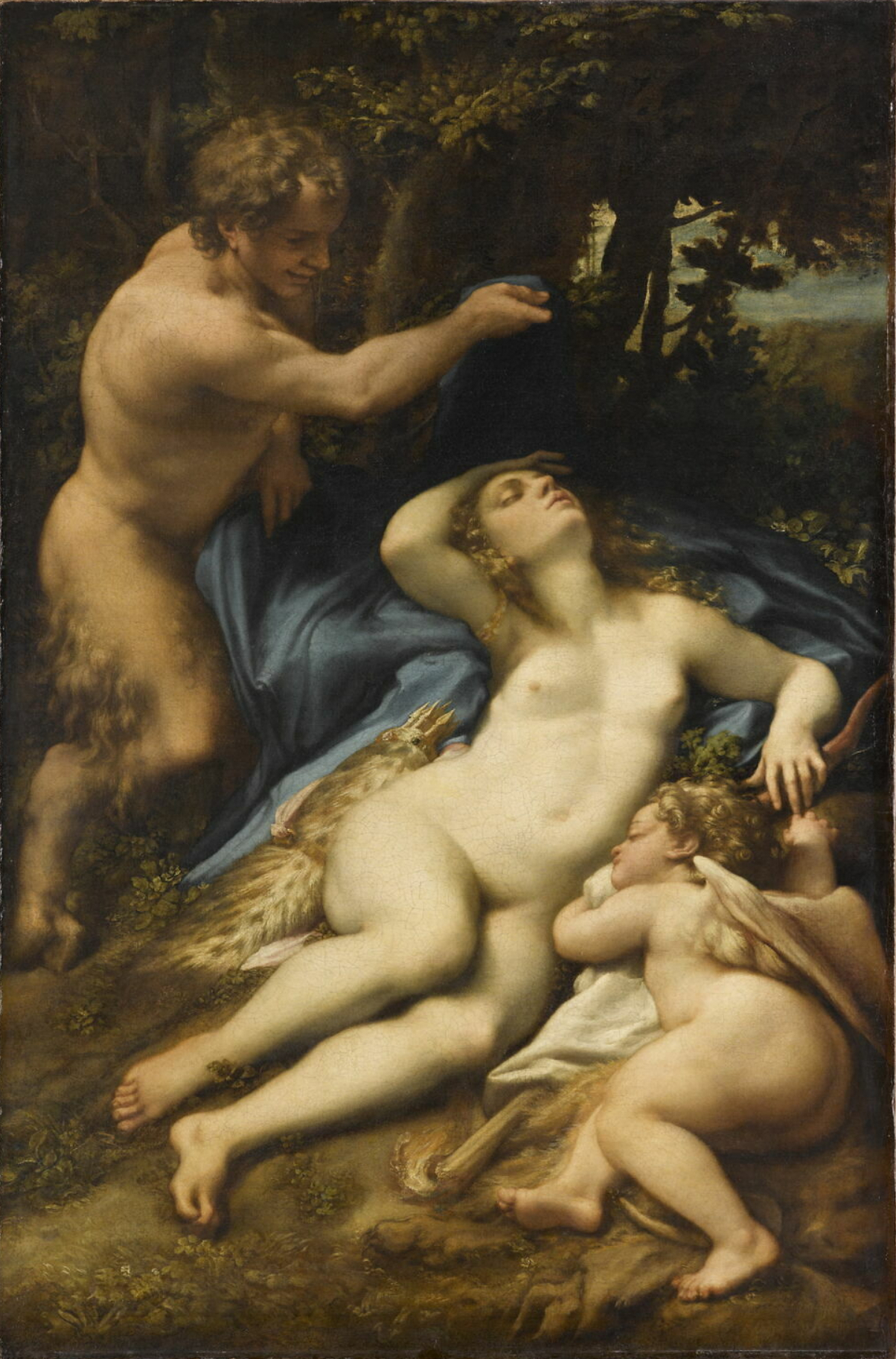
コレッジョ『眠れるヴィーナスとキューピッド、サテュロス』1526年頃 ルーヴル美術館所蔵
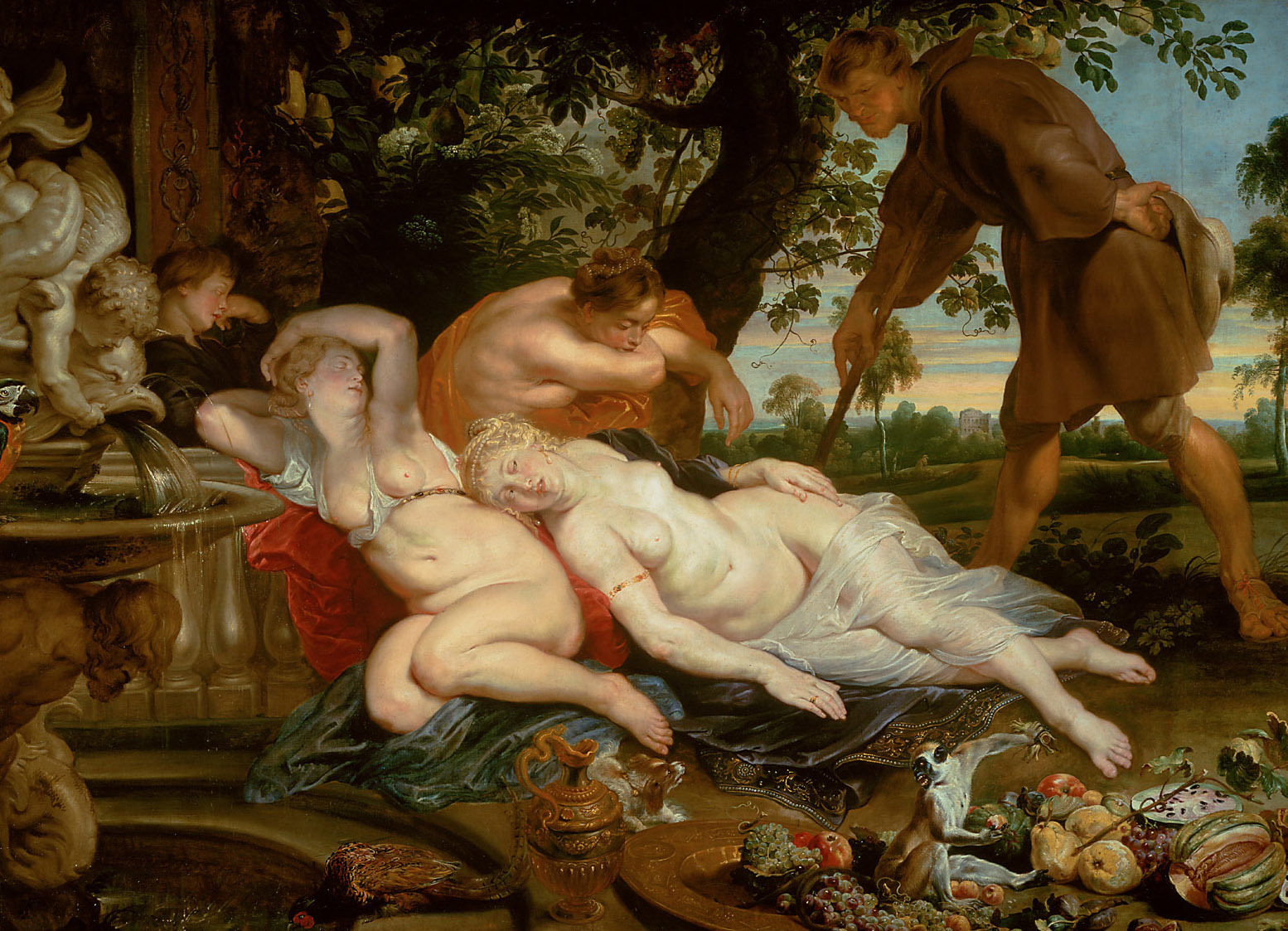
ピーテル・パウル・ルーベンス『シモンとイフィゲニア』1617年頃 美術史美術館所蔵